# Ratatuj
Ratatuj (ang. Ratatouille, 2007) – amerykański film animowany w reżyserii Brada Birda, wyprodukowany przez wytwórnie: Pixar i Walt Disney Pictures w technice trójwymiarowej. Film otrzymał pięć nominacji do Oscara za rok 2007, z czego zwyciężył w kategorii „najlepszy pełnometrażowy film animowany”.

## Fabuła
Szczur Remy mieszka na francuskiej wsi w szczurzej kolonii, jednak nie pasuje do swojej rodziny – ma węch absolutny i wyrafinowany smak, w związku z czym nie chce jeść odpadków jak inne szczury. Swymi kulinarnymi zapędami naraża się ojcu Django. Remy szczególnie uwielbia jedzenie z przepisów kulinarnych sławnego kucharza Aguste’a Gusteau. Pewnego dnia zapędza się do kuchni właścicielki domu, w którym mieszka kolonia i odkrywa, że Gusteau zmarł na zawał, gdy jego pięciogwiazdkowa restauracja straciła jedną z nich wskutek recenzji znanego krytyka kulinarnego Antona Ego. Przypadkowo ujawnia lokalizację kolonii, przez co szczurza rodzina jest zmuszona do ucieczki. Podczas ewakuacji kanałami oddziela się od reszty i trafia do kanału pod ulicami Paryża.
Podczas spaceru po mieście w wyobraźni Remy’ego pojawia się duch Gusteau, zachęcającego do ambitniejszej działalności zamiast wykradania ludziom jedzenia. Zjawa pokazuje Remy’emu drogę do swojej restauracji, gdzie do pracy na stanowisku pomywacza zostaje zatrudniony Linguini, nieznający się na gotowaniu syn byłej partnerki Gusteau. Chłopak przez nieuwagę rozlewa gotujący się sos i, starając się go naprawić, dodaje przypadkowe składniki, robiąc z niego zupę. Remy, widząc to, wchodzi do kuchni i poprawia danie, które ostatecznie zdobywa uznanie gości, dzięki czemu Linguini – wzięty za autora potrawy – zostaje kucharzem. Chłopak niczego świadomy ratuje Remy’ego przed zabiciem z rąk Szpondera, nowego szefa kuchni.
Linguini w swoim domu szybko orientuje się, że Remy mu pomagał. Chłopak nawiązuje współpracę z szczurem, który po oswojeniu pomaga mu w gotowaniu sterując jak marionetką. Pracy kucharza przypatruje się szef kuchni, Szponder, który chce przejąć lokal po zmarłym Gusteau. Przeszkadza mu w tym zapis w testamencie właściciela, na którego mocy restauracja ma trafić w posiadanie dziedzica Gusteau. Okazuje się nim być Linguini, niewiedzący, że jest nieślubnym synem Gusteau. Tymczasem chłopak jest przyuczany przez kucharkę Colette. Remy w końcu jednoczy się ze swą kolonią, stwierdza jednak że zamierza żyć blisko ludzi. Wobec tego Django pokazuje mu sklep z środkami przeciw szkodnikom jako przestroga dla szczurów czujących się zbyt pewnie w towarzystwie ludzi.
Remy pomaga zbliżyć się Linguiniemu z Colette i podczas szukania jedzenia dla swej kolonii odkrywa testament Gustea. Szponder sądząc, że to zwykły szczur, ściga go po całym mieście. Remy mu umyka i niespostrzeżenie podsuwa testament Linguiniemu który przejmuje lokal. Na konferencję prasową stawia się Ego, który zleca Linguiniemu ugotowanie wyjątkowego dania. Sława uderza do głowy Linguiniemu, który kłóci się z Remym i wyrzuca go na bruk widząc szczury z jego kolonii oskarżając go o kradzież spiżarni. Wkrótce Remy'ego więzi mściwy Szponder, który wcześniej odkrywając jego symbiozę z Linguinim, i anonimowo zgłasza sanepidowi obecność szczurów w restauracji. Po wielu perypetiach Remy się uwalnia i wraca do Linguiniego, gdzie Colette i reszta pracowników odkrywa prawdę o nim i szczurze. Wzburzeni zwalniają się.
Przypominając sobie motto Gusteau, Colette wraca, by pomóc Remy'emu i jego kolonii, ujętej stawieniem się za Linguinim, w gotowaniu, podczas gdy Linguini obsługuje stoliki. Remy przygotowuje ratatuję, która przypomina Ego smak z dzieciństwa. Krytyk nalega na przedstawienie szefa kuchni. Colette i Linguini zgadzają się pod warunkiem, że Ego poczeka, aż pozostali goście opuszczą lokal. Zaskoczony Ego opisuje Remy'ego – nie ujawniając, że jest szczurem – jako najlepszego szefa kuchni we Francji. Jednak poinformowany przez Szpondera sanepid zamyka restaurację, a Ego traci pracę i wiarygodność za chwalenie restauracji pełnej szczurów. Chętnie jednak inwestuje w bistro Linguiniego i Colette o nazwie „La Ratatuj”, w którego strychu osiedla się kolonia Remy'ego, a on spełnia się jako szef kuchni lokalu, który osiąga popularność.

## Obsada głosowa
- Patton Oswalt – Remy
- Lou Romano – Alfredo Linguini
- Ian Holm – Szponder
- Janeane Garofalo – Colette
- Brad Garrett – Auguste Gusteau
- Brian Dennehy – Django
- Peter Sohn – Émile
- Peter O’Toole – Anton Ego
- Julius Callahan –
  - Lalo,
  - François
- Will Arnett – Horst
- Tony Fucile –
  - Pompidou,
  - inspektor sanitarny
- James Remar – Larousse
- John Ratzenberger – Mustafa
- Teddy Newton – Talon
- Jake Steinfeld – Git
- Brad Bird – Ambrister Minion
- Stéphane Roux – lektor kanału kucharskiego
- Michael Giacchino – reporter

### Wersja polska
- Zbigniew Zamachowski – Remy
- Cezary Kosiński – Alfredo Linguini
- Marian Opania – Szponder
- Agnieszka Grochowska – Colette
- Krzysztof Kowalewski – Auguste Gusteau
- Jerzy Kryszak – Django
- Tomasz Karolak – Émile
- Aleksander Bednarz – Anton Ego
- Krzysztof Banaszyk – Lalo
- Marcin Troński – Horst
- Paweł Szczesny – Pompidou
- Sylwester Maciejewski – Larousse
- Andrzej Blumenfeld – Mustafa
- Andrzej Ferenc – Talon
- Mirosław Zbrojewicz – Git
- Wojciech Machnicki – François
- Andrzej Chudy –
  - inspektor sanitarny,
  - różne role
- Zbigniew Konopka – Ambrister Minion
- Karol Okrasa – klient
- Andrzej Matul – lektor kanału kucharskiego

## Produkcja
Pomysłodawcą przedstawionej historii był czeski reżyser Jan Pinkava związany wówczas od dłuższego czasu z wytwórnią Pixar. Na krótki czas przed rozpoczęciem zdjęć zastąpił go Brad Bird (możliwe, że Pinkava sam stwierdził, że historia go przerasta). Bird wprowadził poważne zmiany w scenariuszu, w tym m.in. przerobił sylwetki szczurków, które według Pinkavy były bardzo antropomorficzne, a Bird nadał im postać zbliżoną do naturalnej. Ekipa grafików przez miesiąc obserwowała zachowania pary szczurów, ich reakcje i to jak poruszają nosami, wąsami i uszami. Filmowcy przebywali także na rekonesansie w Paryżu, gdzie poznali architekturę i topografię miasta, jak również odwiedzali restauracje w celach kulinarnych i organizacyjnych. Zatrudniono konsultantów do spraw kulinarnych oraz specjalistów z zakresu organizacji pracy w dużych kuchniach. Cała ekipa grafików przeszła krótki kurs gotowania.
Tytuł filmu pochodzi od prowansalskiej, warzywnej potrawy ratatouille.

## Odbiór

### Box office
Budżet filmu jest szacowany na 150 milionów dolarów. W Stanach Zjednoczonych i Kanadzie film zarobił ponad 206 mln USD. W innych krajach przychody wyniosły ponad 420 mln, a łączny przychód z biletów blisko 627 milionów dolarów.

### Krytyka w mediach
W serwisie Rotten Tomatoes 96% z 250 recenzji zostało uznane za pozytywne, a średnia ważona ocen wystawionych na ich podstawie wyniosła 8,47/10. Na portalu Metacritic średnia ważona ocen wystawionych na podstawie 37 recenzji wyniosła 96 punktów na 100.

### Nagrody Akademii Filmowej

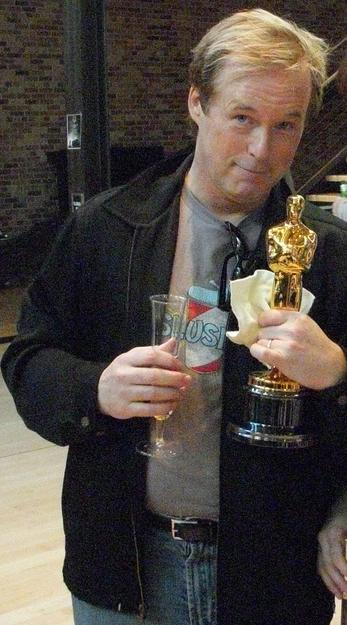
Reżyser Brad Bird z Oscarem za najlepszy film animowany

| Status    | Nagroda                         | Nominowany                              |
| --------- | ------------------------------- | --------------------------------------- |
| Wygrana   | Najlepszy Film Animowany        | Brad Bird                               |
| Nominacja | Najlepszy Scenariusz Oryginalny | Brad Bird                               |
| Nominacja | Najlepsza Muzyka                | Michael Giacchino                       |
| Nominacja | Najlepszy Dźwięk                | Randy Thom, Michael Semanick i Doc Kane |
| Nominacja | Najlepszy Montaż Dźwięku        | Randy Thom i Michael Silvers            |

## Inne utwory

### Gry komputerowe
W 2007 roku wydawnictwo THQ wydało cztery wersje gry platformowej Ratatouille bazującej na Ratatuj. Główną, przeznaczoną na konsole PlayStation 3 i Xbox 360, opracowało Heavy Iron Studios. Port na konsole PlayStation 2, Wii, GameCube i Xbox oraz komputery osobiste Microsoft Windows i Macintosh stworzyło francuskie studio Asobo Studio, na przenośne konsole PlayStation Portable – Locomotive Games, a na Game Boy Advance i Nintendo DS – Helixe.

### Parki rozrywki
W 2014 roku parku tematycznym Walt Disney Studios Park w Chessy zadebiutowała kolejka typu trackless dark ride Ratatouille: L’Aventure Totalement Toquée de Rémy, oparta na filmie. Dodatkowo wykorzystano projekcje 3D. Całe sąsiedztwo zostało odtworzone z paryskimi uliczkami i restauracją otaczającą atrakcję. Był to pierwsza duża atrakcja parku rozrywki Disneya, która nie debiutowała i nie była testowana w amerykańskich parkach Disney Experiences. W 2021 roku powstała wersja kolejki parku tematycznym Epcot w Orlando, pod nazwą Remy’s Ratatouille Adventure z okazji 50. rocznicy powstania Walt Disney World Resort, którego część stanowi Epcot. W pobliżu atrakcji otwarto nową restaurację La Crêperie de Paris.